# Solaris Urbino 12
Solaris Urbino 12 je model polského nízkopodlažního autobusu, který od roku 1999 vyrábí společnost Solaris Bus & Coach.

## Popis
Urbino 12 je základním modelem autobusové rodiny Solaris Urbino. Jedná se o standardní dvanáctimetrový dvounápravový městský autobus s nízkou podlahou. Pro vstup do vozu slouží troje dvoukřídlé dveře v pravé bočnici. Pohon zajišťuje dieselový motor, od roku 2005 je ale vyráběna i verze s pohonem pomocí stlačeného zemního plynu. V roce 2012 byla představena elektrická verze Solaris Urbino 12 electric a v následujícím roce začala její sériová výroba.
Model Urbino 12 je nejrozšířenějším typem autobusu značky Solaris (v současnosti se vyrábí již čtvrtá generace). V Polsku jich nejvíce jezdí ve Varšavě (přes 100 vozidel). Velké množství jich bylo exportováno do Německa (např. Kassel – 50 kusů, Düsseldorf – 21 kusů), Švýcarska (ve Winterthuru 31 vozů) či Lotyšska (v Rize je v provozu 67 autobusů). Největším provozovatelem vozidel tohoto typu v Česku je Ostrava, kde jezdí 190 vozů Solaris Urbino 12 (z toho 130 s pohonem na CNG). Dále se vozidla tohoto typu vyskytují v Olomouci (cena autobusu pořízeného v roce 2013 činila 4,4 miliony korun), Opavě, Českých Budějovicích, Jihlavě či v Chomutově a Jirkově. Na Slovensku jsou v provozu zejména v Bratislavě, Košicích, Prešově a v Žilině. V roce 2022 je dodáno do Ostravy celkem 24 elektrobusů s ultrarychlým nabíjením. V srpnu 2023 pořídil Dopravný podnik Bratislava čtyři autobusy s vodíkovým pohonem.

## Další vozidla s karoserií Urbino 12
Upravená karoserie Urbina 12 je využívána i pro další typy vozidel. Jedná se o trolejbusy Solaris Trollino 12 a Škoda 26Tr, autobus s hybridním pohonem Škoda H12 Solaris a elektrobus Škoda Perun.

## Fotogalerie

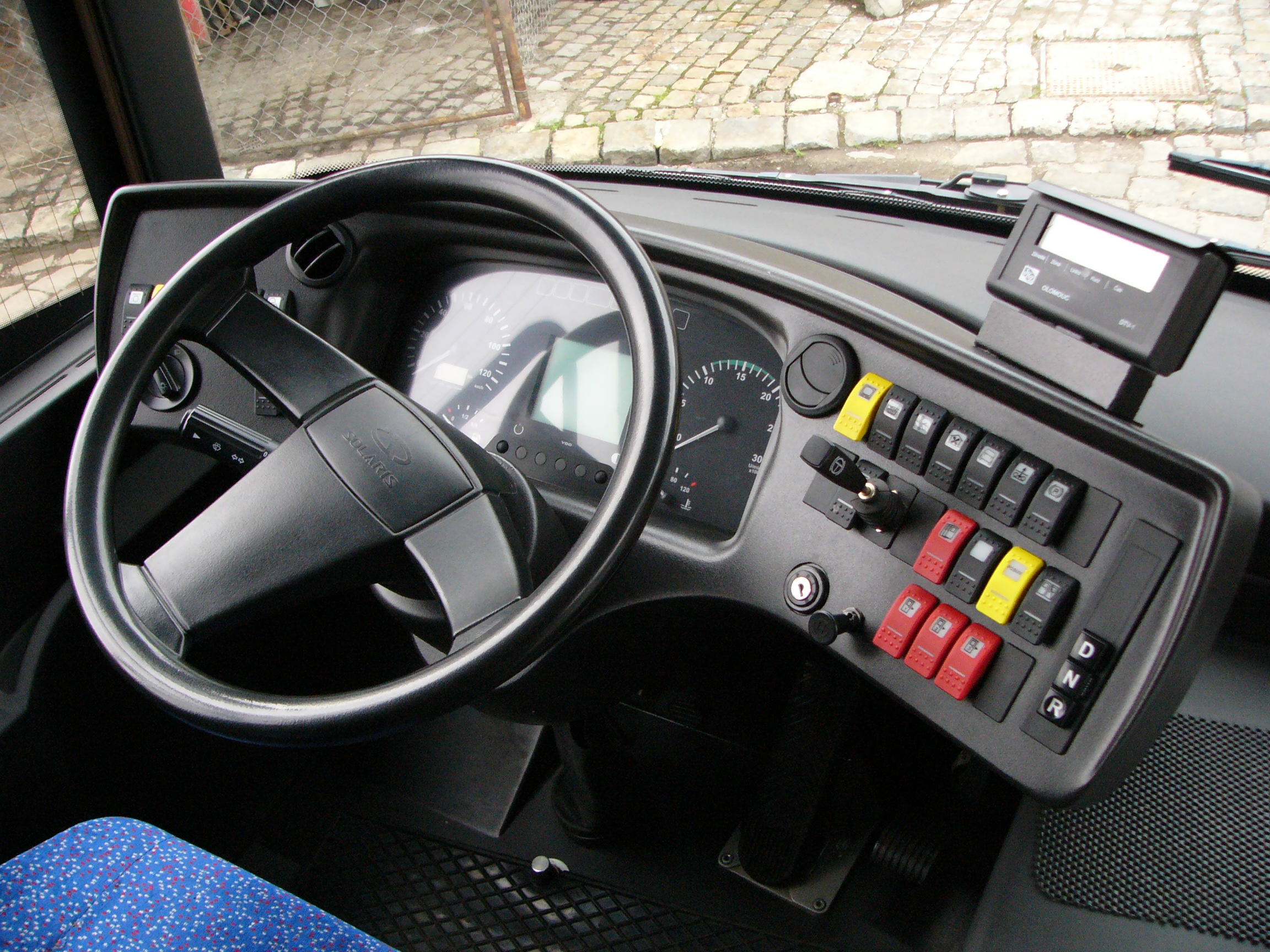
Solaris Urbino 12
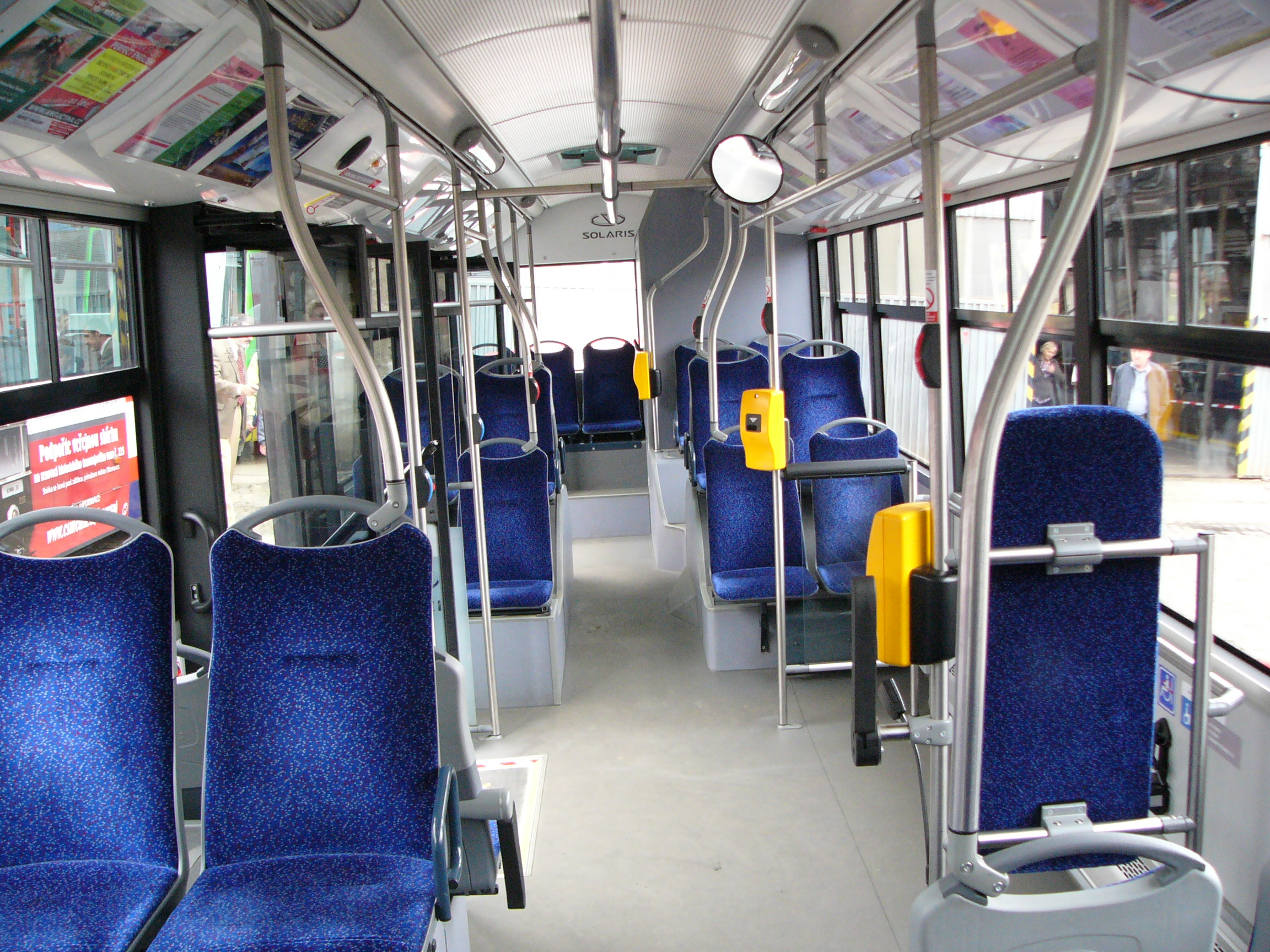
Interiér Urbina 12
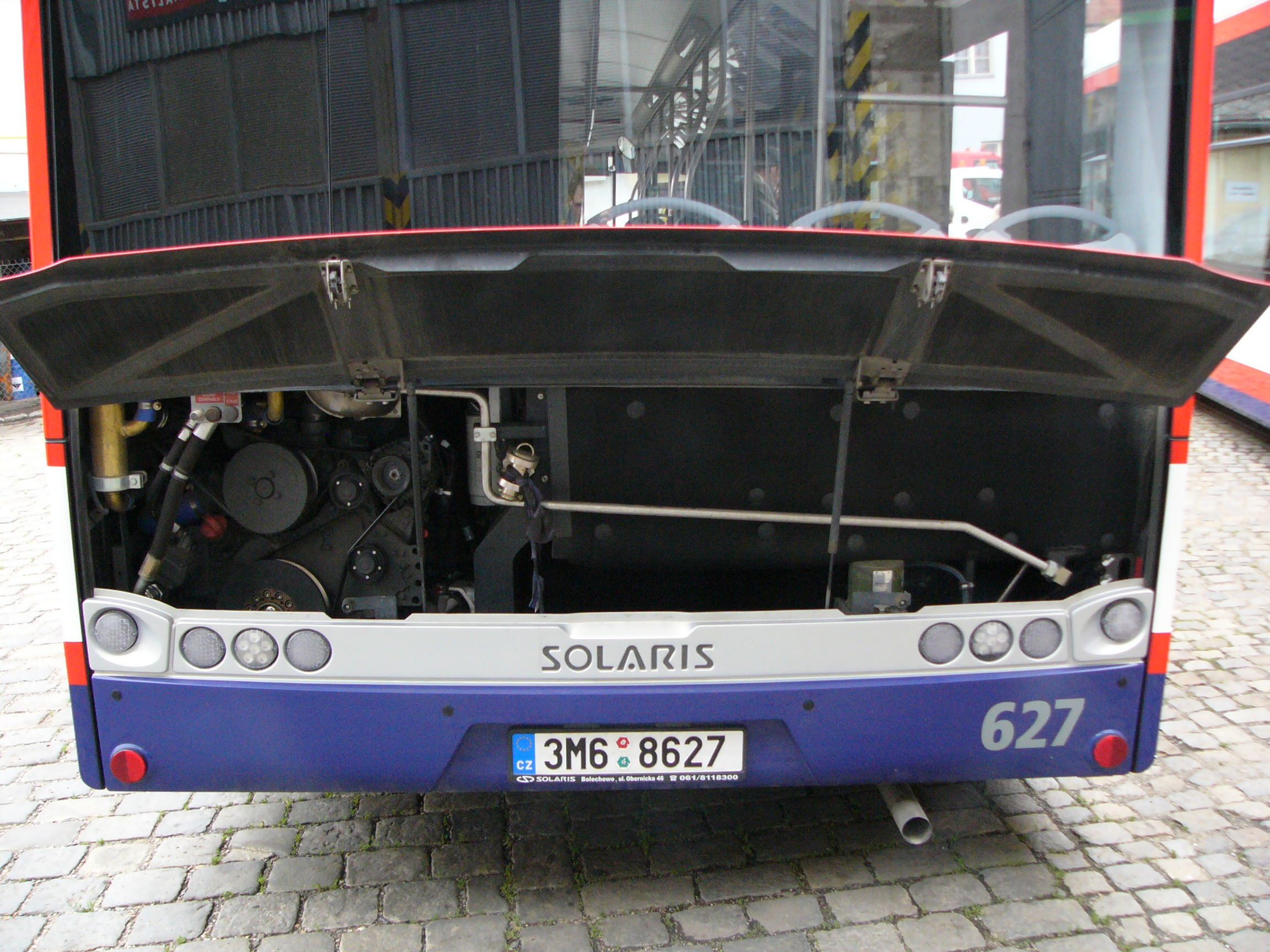
Motor Urbina 12
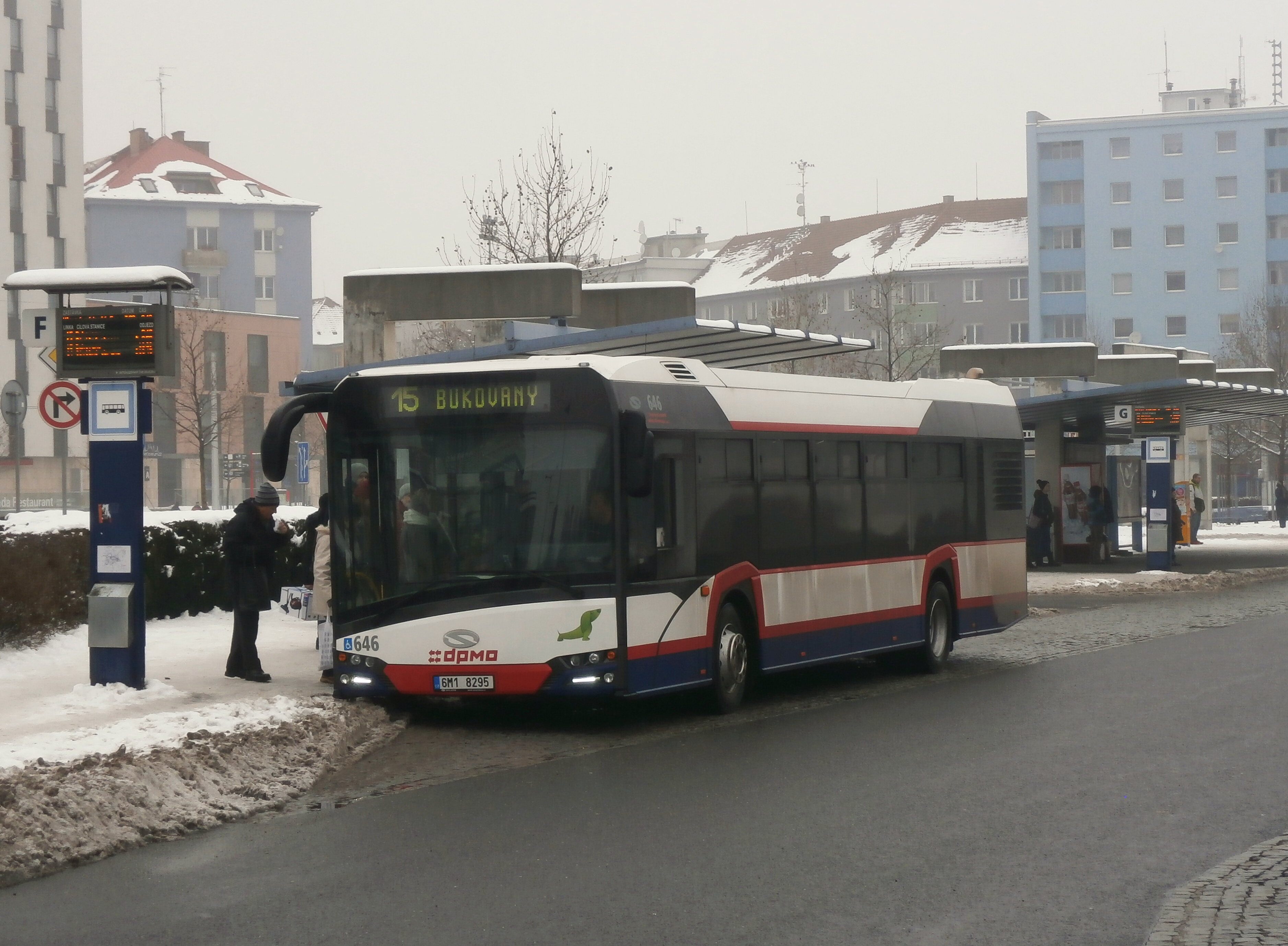
Olomoucké Urbino 12 IV. generace
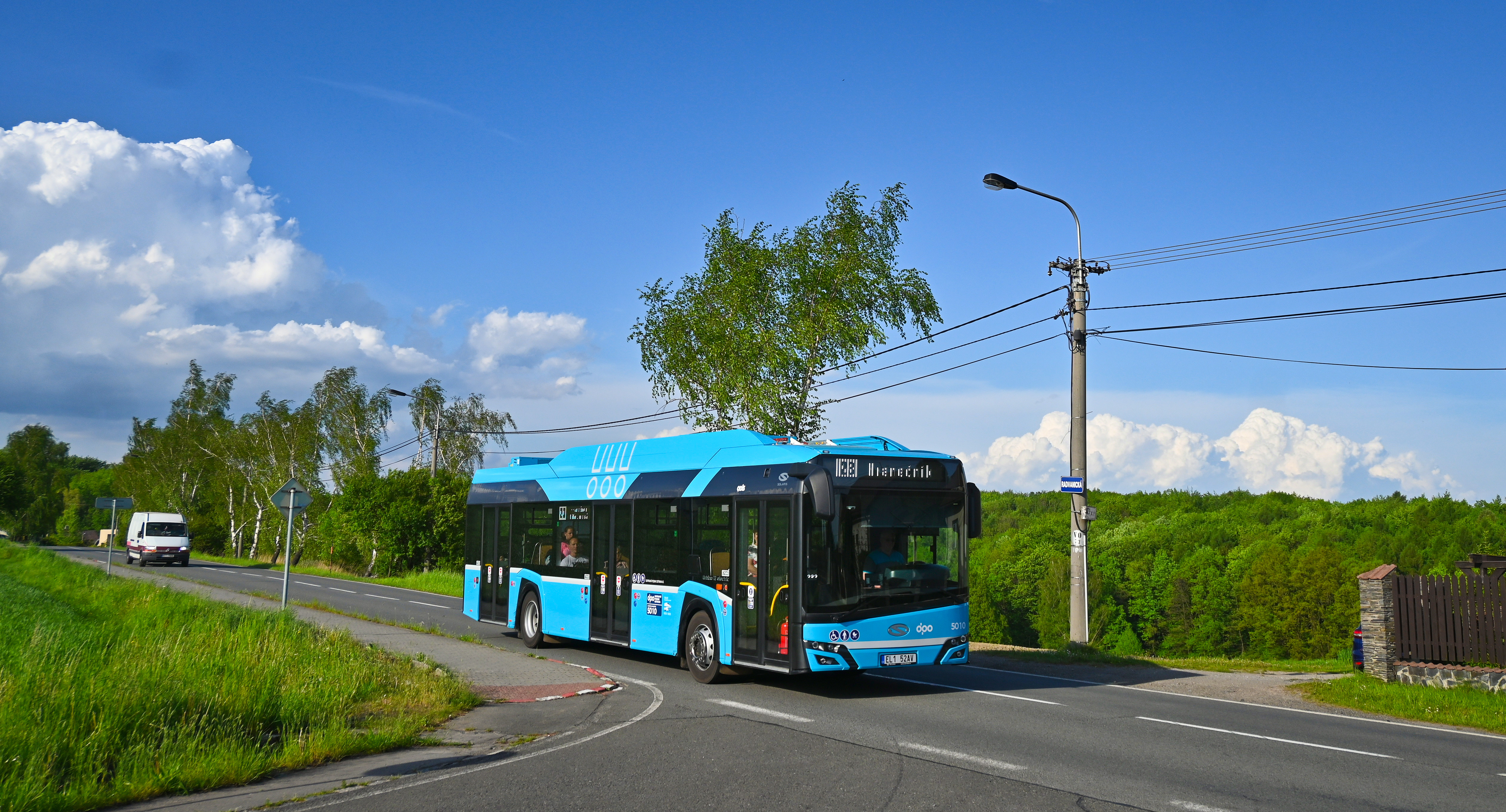
Solaris Urbino 12 IV electric v Ostravě
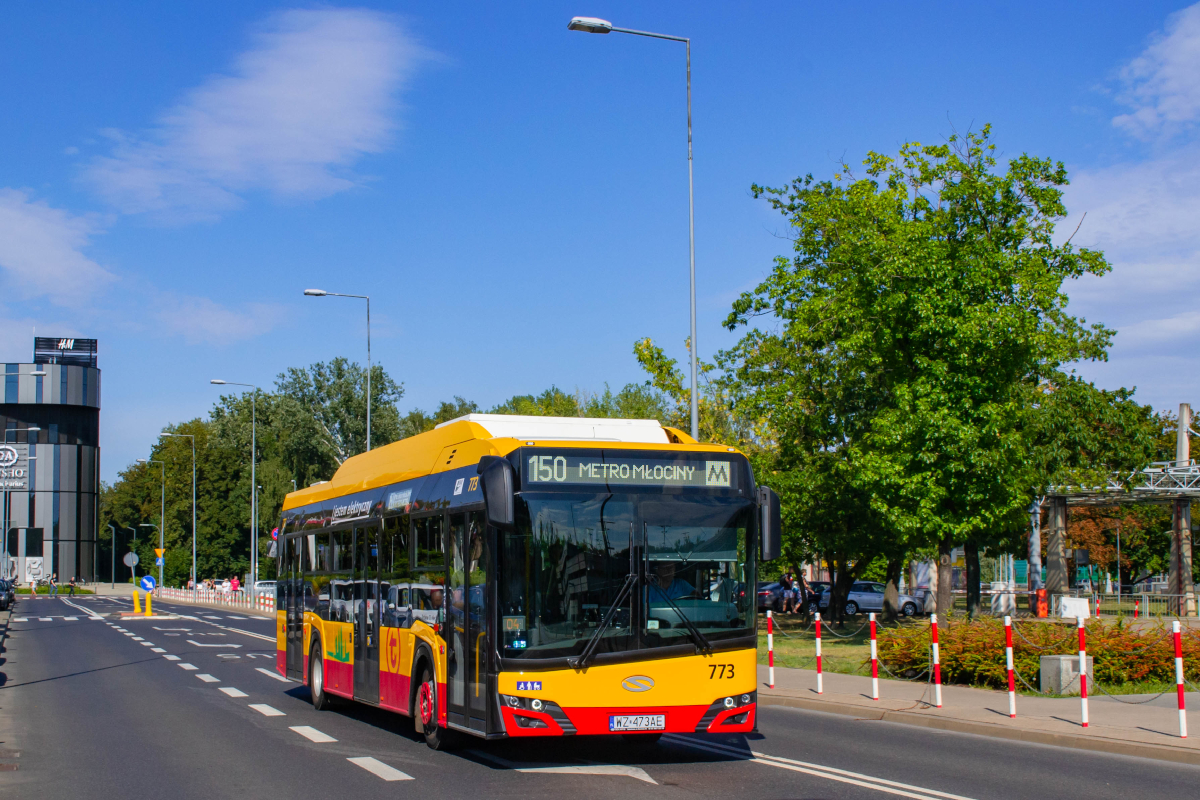
Solaris Urbino 12 IV electric ve městě Łomianki